# كانداس جونسون
كانداس جونسون (بالإنجليزية: Candace Johnson)‏ (28 ديسمبر 1993 بدالاس في الولايات المتحدة - ) هي لاعبة كرة قدم أمريكية في مركز الدفاع. شاركت مع منتخب بنما الوطني لكرة القدم للسيدات. أما مع النوادي، فقد لعبت مع شيكاغو رد ستارز.

## وصلات خارجية
- كانداس جونسون على موقع إي إس بي إن إف سي (الإنجليزية)
- كانداس جونسون على موقع قاعدة بيانات كرة القدم.إي يو (الإنجليزية)